# Ankara Cats
Gli Ankara Cats sono una squadra di football americano di Ankara, in Turchia, fondata nel 1998. Dal 2014 disputano solo il campionato universitario.

## Dettaglio stagioni

### Tornei nazionali

#### Campionato

##### TAFK/1. Lig
| Stagione | regular season | regular season | regular season | regular season | regular season | regular season | playoff | playoff | playoff | playoff | playoff | playoff    | playoff             |
|          | Vin            | Par            | Per            | Tot            | PF             | PS             | Vin     | Per     | Tot     | PF      | PS      | risultato  | avversaria          |
| -------- | -------------- | -------------- | -------------- | -------------- | -------------- | -------------- | ------- | ------- | ------- | ------- | ------- | ---------- | ------------------- |
| 2001     | 3              | 0              | 1              | 4              | 94             | 94             | 0       | 1       | 1       | 8       | 67      | Semifinale | Hacettepe Red Deers |
| 2009-10  | 2              | 0              | 5              | 7              | 95             | 143            | 0       | 1       | 1       | 22      | 24      | Wild Card  | Boğaziçi Sultans    |
| 2011-12  | 2              | 0              | 5              | 7              | 123            | 135            | -       | -       | -       | -       | -       | -          | -                   |
| 2012-13  | 4              | 0              | 3              | 7              | 126            | 135            | -       | -       | -       | -       | -       | -          | -                   |
| 2013-14  | 0              | 0              | 7              | 7              | 0              | 175            | -       | -       | -       | -       | -       | -          | -                   |
| Totale   | 11             | 0              | 21             | 32             | 438            | 682            | 0       | 2       | 2       | 30      | 91      |            |                     |

Fonti: Enciclopedia del Football - A cura di Massimo Mezzetti

### Riepilogo fasi finali disputate
| Anno           | Luogo | Evento | Fase del torneo | Incontro                          | Risultato |
| 2001           |       | TAFK   | Semifinale      | Hacettepe Red Deers - Ankara Cats | 67 - 8    |
| 10 aprile 2010 |       | 1. Lig | Wild Card       | Boğaziçi Sultans - Ankara Cats    | 24 - 22   |